# Blindschnecke
Die Blindschnecke (Cecilioides acicula), auch Gemeine Blindschnecke oder Nadelschnecke genannt, ist eine Schneckenart aus der Unterordnung der Landlungenschnecken (Stylommatophora). Es handelt sich um eine kleine Schnecke, die fast ausschließlich im Boden lebt und blind ist. 

## Merkmale
Das Gehäuse ist hoch, schlank und recht klein (4,5 bis 5,5 mm hoch und 1,2 mm breit). Der Apex ist stumpf gerundet. Es besitzt 5,5 schwach gewölbte, regelmäßig zunehmende Windungen. Die Seitenlinie ist daher nahezu gerade. Die Schale ist sehr dünn, glatt und glänzend, durchscheinend bis transparent. Nur leere Gehäuse werden mit der Zeit weißlich-opak. Die Mundöffnung ist zugespitzt-längsoval; sie erreicht etwa ein Drittel der Gesamtgehäusehöhe. 
Der Weichkörper ist gelblich-weiß und durchscheinend. Die Tiere können sich ganz in das Gehäuse zurückziehen.

## Fortpflanzung
Die Paarung findet Ende Mai statt. Die Eiablage beginnt ab Anfang Juni. Die Tiere legen meist wenige, sehr große, kalkschalige, kugelige Eier, die einen Durchmesser von 0,75 mm erreichen können, eine erstaunliche Größe für ein so kleines Tier. Die Eier werden einzeln abgelegt, insgesamt werden nur etwa 11 bis 13 Eier produziert, aus denen nach wenigen Tagen die fertigen Jungen schlüpfen (ovovivipar).

## Vorkommen und Lebensweise
Die Blindschnecke ist in Süd-, Mittel- und Osteuropa weit verbreitet. Im Norden reicht das Verbreitungsgebiet bis nach Südskandinavien und Nordengland. In der Schweiz wurde die Art bis in 1800 m Höhe gefunden. Sie ist inzwischen auch nach Bermuda, Nordamerika, Mexiko und Neuseeland verschleppt worden. Die Tiere leben unterirdisch in den Lückensystemen des Bodens und in Geröllfeldern, Felsspalten und Höhlen bis in etwa 40 cm, seltener auch bis 70 cm Tiefe und mehr. Gelegentlich kommen sie auch in den obersten Bodenschichten und unter Moospolstern vor. Sie ernähren sich von Schimmelpilzen.